# Mérilheu
Mérilheu é uma comuna francesa na região administrativa de Occitânia, no departamento dos Altos Pirenéus. Estende-se por uma área de 3,38 km². Em 2010 a comuna tinha 256 habitantes (densidade: 75,7 hab./km²).